# Costa del Sol Occidental
Costa del Sol Occidental è una comarca della Spagna, situata nella provincia di Malaga, in Andalusia.